# 大衛·弗萊
大衛·弗萊（法語：David Fray，1981年5月24日—），法國鋼琴家，曾被BBC音樂雜誌選為“2008年度最佳新人”。由於他對音樂的詮釋以及他在性能和排練怪癖而受到關注，最具代表作的是2008年的作品《Swing, Sing & Think》。

## 生平
大衛·弗萊出生在塔布，靠近比利牛斯山脈。他的父母都是教師，父親教哲學，母親教德語。他畢業於巴黎國立高等音樂舞蹈學院，在2004年參加蒙特婁國際音樂大賽，拿到銀牌後開始嶄露頭角。
2008年以巴赫組曲和布列茲這樣奇妙的曲目組合與樂壇見面時，被英國BBC雜誌選為年度最佳古典新人。在這之後，他發表了一連串的專輯，主要是舒伯特、莫札特、巴哈等人的作品，其中巴哈的鋼琴協奏曲佔了很大的部分，這也是他的最愛。
不同於顧爾德的孤僻，他選擇了協奏曲而不是單獨的鋼琴奏鳴曲。他享受於周旋在弦樂的和諧當中，用他獨特的指揮方式去引導整個樂團的流暢。
弗雷至今贏得了多個音樂獎項，包括“啟示古典獎”（古典發現）和“喜臻藝術精品獎”（青年演奏家年度）及來自法語公共廣播聯盟和文萃優異的濱松比賽。
2008年7月，他與女演員基婭拉·穆蒂結婚，她是大指揮家里卡多·穆蒂的女兒。

## 演奏風格
弗萊對巴赫的熱愛和他的俏皮特質在演奏中一覽無遺，他常激動地挑起眉毛，彎腰駝背的彈鋼琴。常看到他演奏時會一邊跟著唱，一手還會指揮另一手，全然顧爾德翻版；但他的音樂並沒有顧爾德那種古怪和搖擺的節奏感。
他的彈奏完全沒有大部份鋼琴家的那種緊張感。很多成熟鋼琴家，會用專業性和凜冽的彈奏來掩蓋自己這種害怕誤失彈奏的緊張感，但是弗萊雖然還未滿30歲，他的音樂中卻有一種奇妙的冷靜。在很多鋼琴家寧可選擇加快腳步渡過的快速過門裡，他反而好像這才是樂曲的精華一般，慢慢地品味著。
他可以說是當代的鍵盤異數，其音樂不靠超技取勝，但細膩度和敏銳度卻是近百年音樂史上罕見，這是數位時代和全球化世代大部份鋼琴家都因為聽了太多的錄音而被同質化的時代裡，少數還能維持著高度個人化演奏的鋼琴家。

## 發行紀錄
- 舒伯特: Fantasy in C Major, "Wandererfantasie" / Liszt: Piano Sonata (ATMA Classique 2006)
- 巴哈: Partita in D major, French Suite in D minor/Boulez: Douze Notations pour piano, Incises (Virgin Classics 2007)
- 巴哈: Piano Concertos (Virgin Classics 2008)
- Swing, Sing & Think. David Fray Records J.S. Bach / A film by Bruno Monsaingeon (Virgin Classics DVD 2008)
- 舒伯特: Impromptus Op.90, Moments Musicaux, Allegretto in C minor  (Virgin Classics 2009)
- David Fray :Edition Ruhr Piano Festival, Vol. 15 (CAvi-music 2010)
- 莫札特: 第22、25號鋼琴協奏曲 / 大衛弗萊/鋼琴，雅普范史威登指揮愛樂管弦樂團 (Virgin Classics 2010)
- 巴哈: Piano Concerto No. 5, BWV 1056 (Virgin Classics 2012)
- J.S. Bach Piano Works (Virgin Classics 2012)
- Fantaisie (Erato/Warner Classics 2015)

## 資料來源
1. ↑  . Allmusic.   [2009-05-15].
2. ↑  . Classical-Music.com.   [2015-05-20]. （原始内容存档于2012-04-02）.
3. ↑  David Weininger. . August 21, 2009  [2015-05-20]. （原始内容存档于2016-03-03）.
4. ↑  Virgin Classics/金牌大風. . 2011-01-20  [2015-09-15].

## 外部連結
- 大卫·弗莱的官方网站 （页面存档备份，存于）（英文）
- 华纳古典上的大卫·弗莱 （页面存档备份，存于）（英文）
- Bach Cantatas上的生平 （页面存档备份，存于）（英文）